# Shane MacGowan and the Popes
The Popes sind eine Musikgruppe, die vor allem als Shane MacGowans Begleitband bekannt wurde. Sie wurde nach der Auflösung von The Pogues gegründet, konnte aber deren Popularität nie erreichen.

## Geschichte
Die Band nahmen zwei Studio- und ein Livealbum mit MacGowan auf, außerdem erschien eine Raritätenkompilation. Nach MacGowans Austritt aus der Band erschienen vier Veröffentlichungen der Popes ohne ihn als Leadsänger, denen eigene Tourneen folgten.
In dem Musikvideo zur im Oktober 1994 erschienenen Single That Woman’s Got Me Drinking trat Johnny Depp, ein Freund MacGowans, im Video auf. Depp führte ebenfalls Regie, spielte Gitarre und absolvierte einige Auftritte mit MacGowan.
2002 verließ MacGowan die Band, sein Nachfolger wurde Paul „Mad Dog“ McGuiness. Unter McGuiness wurde das Album Holloway Boulevard aufgenommen, die erste Veröffentlichung der Popes ohne MacGowan. 2004 erschien das Livealbum Release the Beast, in das eine Wiederveröffentlichung von Holloway Boulevard inkludiert war.
Am 15. Dezember 2006 starb der Banjospieler der Popes, Tom McManamon, nach langer Krankheit. Er spielte im Verlauf seiner Karriere mit Storm, The Pogues, Depeche Mode, Joe Strummer, U2, Sinéad O’Connor und vielen anderen. McManamon wurde am 7. Januar 2007 mit seinem Banjo in der Hand beigesetzt.
Im März 2007 erschienen mehrere ehemalige Mitglieder zu einem Gedenkkonzert für Tom McManamon. Mittlerweile hatte Gitarrist und Sänger Paul McGuiness eine neue Besetzung für das nächste Studioalbum der Popes angekündigt: Paul McGuinness (Gitarre, Gesang), Will Morrison (Schlagzeug), Charlie Hoskyns (Gitarre), Fiachra Shanks (Banjo, Mandoline), Laurie Norwood (Bass) und Ben Gunnery (Fiddle). In dieser Besetzung nahm die Band das zweite Album ohne MacGowan, Outlaw Heaven, auf. Es wurde im Mai 2009 veröffentlicht.
Im Mai 2007 gaben die ehemaligen Mitglieder Bob Dowling, Andy Ireland, Brian Kelly und Dennis Dowling die Gründung der Band The Electric Popes bekannt, die jedoch keinen Erfolg erzielen konnte.
Im März 2012 wurde das dritte bzw. fünfte Album der Band, New Church, veröffentlicht.

## Diskografie

### Alben mit MacGowan
- The Snake (Oktober 1994)
- The Church of the Holy Spook (1994)
- The Crock of Gold (Oktober 1997)
- The Rare Oul’ Stuff (Januar 2002) (Raritätenkompilation)
- Across the Broad Atlantic: Live on Paddy’s Day – New York and Dublin (Februar 2002) (live)

### Alben ohne MacGowan
- Holloway Boulevard (März 2002)
- Release the Beast – Live in London 2003 (mit einer Wiederveröffentlichung von „Holloway Boulevard“) (August 2004) (live)
- Outlaw Heaven (Mai 2009)
- New Church (März 2012)

### EPs
- Christmas Party (Dezember 1996)

### DVDs
- Live at Montreux 1995 (November 2004)